# Andrew Graham (astronom)
| 9 Metis | 25 aprilie 1848 |

Andrew Graham (n. 8 aprilie 1815 – d. 5 noiembrie 1908), născut în Comitatul Fermanagh, Irlanda, a fost un astronom irlandez.

A descoperit asteroidul 9 Metis în 1848 în timp ce lucra la Observatorul Markree din Comitatul Sligo.
Mai târziu a lucrat la Catalogul Markree, care cuprinde observațiile asupra cca. șase sute stele de-a lungul eclipticii în perioada 8 august 1848 - 27 martie 1856. Acesta a fost publicat în 4 volume în anii 1851, 1853, 1854 și respectiv 1856.